# Жан Боден
Жан Боден (на френски: Jean Bodin; на латински: Bodinus) е френски юрист и политически философ, член на Парижкия парламент и професор по право в Тулуза. Известен с теорията си за суверенитета, пише и трудове в други области. Живее по времето след протестантската Реформация, когато Франция е раздирана от религиозни конфликти. През целия си живот изповядва католицизма, но критикува прекомерната папска власт над правителствата, като се изказва за силна национална монархия като противовес на разцеплението.

## Биография
Роден е през 1530 г. в Анжер, Франция. Завършва право в Тулуза и последователно е преподавател, адвокат и прокурор – от 1560 г. работи като юрист в Париж, от 1571 г. – служи на херцога на Аленсон, а от 1577 г. до смъртта си отговаря за правосъдието в Лаон.
Основните му творби са „Шест книги за републиката“ (на френски: Les six livres de la république), в които развива идеите си и дефинира термините „суверенитет“ и „неутрална власт“ (на френски: pouvoir neutre). Към края на живота си пише диалог между различните религии, които постигат съгласие помежду си, но този труд остава непубликуван.

## Теории и идеи
Владетелят стои над всички партии и заинтересовани страни и обединява в абсолютна независимост и суверенно цялата власт в държавата. Светските закони не важат за владетеля, който в замяна обаче трябва да гарантира свободата на вярата и сигурността на всичките си поданици. Владетелят остава подчинен единствено и само на Бог и религиозните закони.
При Боден, който вижда модерната държава като съвкупност от всички семейни родове живеещи в нея, суверенитетът на владетеля е най-важният му атрибут. Той концептуализира три вида държави и суверени – монархия, аристокрация и демокрация. Неговото предпочитание към монархията произтича от убеждението му, че само един-единствен и всемогъщ монарх може да се справи с класовите конфликти между богати и бедни.
| суверен | държавен модел |
| ------- | -------------- |
| един    | монархия       |
| няколко | аристокрация   |
| всички  | демокрация     |

## Исторически контекст
Боден разработва начин за помирение и модел за функционирането на Франция след гражданските войни. Същевременно подготвя концептуално и теоретично абсолютизма в родината си.

## Нормативен контрол
- Произведения на Жан Боден в  проекта Гутенберг